# Tambakreja (Cilacap Selatan)
Tambakreja is een bestuurslaag in het regentschap Cilacap van de provincie Midden-Java, Indonesië. Tambakreja telt 23.174 inwoners (volkstelling 2010).